# Joint Fire Support-Missile
Der Joint Fire Support-Missile (JFS-M) ist ein in der Entwicklung befindlicher Marschflugkörper.
Entwickler ist MBDA Deutschland, der das Projekt im März 2021 öffentlich gemacht hat. MBDA Deutschland hat im November 2022 ein Memorandum of Understanding mit ESG und Krauss-Maffei Wegmann unterzeichnet, um den JFS-M als Lösung für das Projekt Zukünftiges System Indirektes Feuer großer Reichweite der Bundeswehr anzubieten. Als Trägerfahrzeuge könnten das System MARS II der Bundeswehr sowie andere Ketten- und Radfahrzeuge wie GTK Boxer und Iveco-LKW mit geschützter Kabine dienen.
JFS-M kann je nach Konfiguration als Wirkmittel, zur Aufklärung, zum aktiven und passiven elektronischen Kampf sowie zur Ausbildung eingesetzt werden. JFS-M soll über eine Reichweite von bis zu 499 Kilometern verfügen, 2,6 Meter lang sein, einen Flügelspannweite von 1,5 Metern haben und etwa 300 Kilogramm wiegen. Der Gefechtskopf/die Nutzlast soll 80 Kilogramm betragen.
JFS-M soll über eine störungssichere Satellitennavigation, 3D-Flugplanung und bildgestützte Navigationssensorik verfügen. Eine signaturarme Hülle, die Fähigkeit zum Tief- und Konturenflug sowie planbare Routen, die Flugabwehr-Systeme und sonstige Gefahrenbereiche umgehen, sollen die Bekämpfung des Lenkflugkörpers erschweren. Bei der Zielbekämpfung soll künstliche Intelligenz für die automatische Zielerkennung und -identifikation zum Einsatz kommen.